# Lazar Merković
Lazar Merković (Subotica, 14. lipnja 1926. – 30. listopada 2016.)  je hrvatski književnik iz Bačke u autonomnoj pokrajini Vojvodini u Republici Srbiji. Pored toga što je poznat kao književnik, poznat je i kao prevoditelj, publicist, leksikograf, književni kritičar, novinar te utemeljitelj i višegodišnji glavni i odgovorni urednik Radija Subotice i književnog časopisa "Rukovet".
Bio je šnajderski kalfa u Drugome svjetskom ratu. Zbog uvijek duže lijeve strane zaradio kompletnu odjeću u Koncentracijskom logoru Dachau.
Pisao je pjesme i prozne zapise. 
Pripadao je suvremenoj književnosti Hrvata u Vojvodini. Piše za Klasje naših ravni.
Prevodio je s mađarskog (djela Géze Chátha itd.)

## Novinarski rad
Bio je novinar Radio Jugoslavije.
Bio je prvi glavni urednik Radio-Subotice za program na «"srpsko-hrvatskom» jeziku i jednim od prvih osnivača Radio-Subotice. Autor je projekta uredništva i savjetnik Hrvatskog uredništva Radio-Subotice 1998. godine. 
Surađivao sa Subotičkim novinama i Žigom.
Bio je predsjednik uređivačkog odbora Klasja naših ravni, časopisa Matice hrvatske iz Subotice.

## Književni rad
U književnom radu, poznat je kao pjesnik (tri zbirke pjesama) i romanopisac (dva romana), pet zbirka priča, dvije monografije te eseja. Pripada subotičkom književnom krugu pisaca na hrvatskom jeziku. Njegov roman Put dug pet života je prvi roman iz redova mlađih pisaca Subotičkog književnog kruga.
Prvi njegov književni rad je bio 1943. godine. Bio je to prijevod na mađarski. Objavio ga je - u policijskoj postaji u Subotici.
Novinarem je postao nakon Drugog svjetskog rata. Tome je pripomogla činjenica što mu je trebala jedna njegova pjesma biti objavljena u Beogradu. Kad je to doznao hrvatski kulturni djelatnik iz Bačke Balint Vujkov, Merkovića je stavio za stol i rekao mu "Ti si sada novinar Hrvatske riječi." 6. travnja 1946. je objavio svoj prvi članak za taj list, za kojeg je pisao sve do kasne životne dobi.
Bilježio je kroniku Subotice od zapisa prvih franjevaca pa do sindikalnih proglasa. Autor je bibliografskih svezaka i Kronologije – Dogodilo se na današnji dan na INFO kanalu Kabelske televizije (koji je išao od od 1. siječnja 1996.) te na Radio Subotici od 1998. godine.
Utemeljio je nakladničke edicije Osvit i Zenit.
U svojim pjesmama ima suvremeni, moderni pjesnički izraz i oblik. Svojim djelima je ušao u antologiju hrvatskog pjesništva druge polovice 20. stoljeća sastavljača prof.dr. Stijepa Mijovića Kočana, "Skupljena baština". 
 Također, njegova djela su mu izborila mjesto u antologijama proze i poezije bunjevačkih Hrvata iz 1971., sastavljača Geze Kikića, u izdanju Matice hrvatske. 
U navedene opuse mu nije ušao roman U ime pravde kojeg je napisao 1957., ali ga je objavio tek 2008. Rečeni roman s obzirom na njegov sadržaj (mladić koji iz ideala pristupa uoči drugog svjetskog rata komunističkom pokretu, a poslije mu se iluzije razbijaju) i vrijeme kad je bio dovršen pripada vrsti djela koje su bila vrlo provokativna za ondašnje jugoslavenske vlasti. U prevoditeljskom radu, preveo je s mađarskog mnoštvo knjiga, njih šezdesetak te preko 1200 raznoraznih radova: pjesama, pripovjedaka, eseja, rasprava i 40 kazališnih komada.

## Nagrade
Nije bio miljenik ni nacistima ni komunistima ("ni nacoši ni komeništi"), stekao je zaslužena društvena priznanja. Dobio je brojne domaće i inozemne nagrade.
- 2009.: Red Danice hrvatske za osobite zasluge u očuvanju kulture hrvatskog naroda u Republici Srbiji[5]
- Nositelj je zvanja «Počasnog građanina Subotice»[1]
- kolajna Malog križa Republike Mađarske[1] za dugogodišnje prevoditeljstvo i istaknutu ulogu u posredovanju između vojvođanske i mađarske književnosti iz matične zemlje
- Dobitnik je i više uglednih književnih nagrada.
- nagrada Pro urbe[1] 1996.
- Dani Balinta Vujkova, 2008., nagrada za životno djelo na području književnosti[6]
- predložen je 2010. godine za dobivanje priznanja za vrhunski doprinos nacionalnoj kulturi (povjerenstov nije prihvatilo prijedlog)
- nagrada Dr Ferenc Bodrogvári[1]
- Priznanje „Dr. Josip Andrić“ 2013.[7]

"Gradeći sve vrijeme duhovne institucije rodnog mu grada, Lazar Merković istodobno je i sam prerastao u instituciju, svrstavajući se u red s Kosztolányijem, Csáthom, Raičkovićem, Vujkovim ili Poljakovićem s kojima je, posredno ili neposredno, sve vrijeme bio u duhovnoj vezi." (maglocistac.rs)

## Djela
- Put dug pet života, (roman), Subotica 1963.
- Između dva pola, (pjesme) Subotica 1957.
- Osame, (pjesme), Subotica 1988.
- U ime pravde, (roman) - 2007.

Svojim djelima je ušao u antologiju poezije nacionalnih manjina u Srbiji Trajnik (prireditelja Riste Vasilevskog).
Neka djela su mu prevedena i na mađarski jezik, a preveo ih je bački hrvatski književnik Matija Molcer.

## Radovi o L. Merkoviću
- Milovan Miković, Lazar Merković između životne i književne istine Klasje naših ravni, 11-12, 2006., 3-19.
- Sanja Vulić Vranković, «Osame» Lazara Merkovića, 2006.
- Milovan Miković Roman o majci i dvama likovima njezina sina u: «U ime pravde», 2007., 235-240.
- Milovan Miković, «Subotički hrvatski književni krug» u ozračju uredničkog i pjesničkog stvaralaštva Lazara Merkovića, Klasje naših ravni, 5. – 6., 2011., 22. – 36.
- Jasminka Dulić, Lazar Merković u dosluhu sa kontinuitetom, Klasje naših ravni, 5. – 6., 2011., 37. – 38.
- Stevan Mačković, O značaju Kronologije Lazara Merkovića, Klasje naših ravni, 5. – 6., 2011., 39. – 40.
- Dragan Rokvić, Lazar Merković kao kroničar grada, Klasje naših ravni, 5. – 6., 2011., 41. – 42.

## Vanjske poveznice
- Radio-Subotica  Arhivirana inačica izvorne stranice od 18. prosinca 2008. (Wayback Machine) Iza tebe je ostala samo pjesma u meni...", 27. listopada 2008.
- Radio-Subotica  Arhivirana inačica izvorne stranice od 5. ožujka 2016. (Wayback Machine) Objavljen roman «U ime pravde» Lazara Merkovića, 9. veljače 2008.
- Sanja Vulić Vranković - Popis radova  Arhivirana inačica izvorne stranice od 13. siječnja 2008. (Wayback Machine)
- Hrvatska riječ  Arhivirana inačica izvorne stranice od 2. kolovoza 2012. (Wayback Machine) Roman u književnosti vojvođanskih Hrvata, 13. veljače 2009.